# Гуцульський курінь УГА
Гуцульський курінь УГА — військова частина Української Галицької Армії у 1918–1919 роках. Входив до складу 8-ї Самбірської бригади УГА.

## Бойовий шлях
Курінь був сформований у м. Коломиї. Командантом Гуцульського куреню був четар (згодом поручник) Григорій Голинський. Складався з 4-х сотень, сотні скорострілів, чоти саперів і технічного відділу, загальна чисельність – бл. 1200 осіб (переважно добровольці з Коломийського повіту та Гуцульщини, колишні вояки 24-го і 36-го Коломийських піхотних полків австро-угорорської армії).
Під час Вовчухівської операції 1919 року визначився в боях за Городок (тепер місто Львівської області).
У травні 1919 року курінь переданий до 11-ї Стрийської і Гірської бригади. В ході Чортківської офензиви 1919 року УГА вів кровопролитні бої з польськими частинами на ділянці фронту Хирів-Перемишль. В серпні 1919 брав участь у поході об'єднаних українських армій на Київ та на Вапнярському напрямі на Одесу.
У курені була жидівська чота, створили її єврейські добровольці, які організованою групою приєдналися до Гуцульського куреня в районі Бучач–Монастириська під час Чортківської офензиви.
В ході антибільшовицького виступу галицьких бригад, у квітні 1920 року, майже повністю потрапив у польський полон та припинив своє існування.

## Відомі вояки
- Голинський Григорій — незмінник командир куреня.
- Сулятицький Степан — командир скорострільної сотні.
- Мельник Юрій — командир стрілецької сотні.